# Rostyn Griffiths
Rostyn John Griffiths (* 10. März 1988 in Stoke-on-Trent, England) ist ein australischer Fußballspieler.

## Vereinskarriere
Der in England geborene Griffiths wuchs im westaustralischen Perth auf und spielte dort in der Jugend für ECU Joondalup. 2004 nahmen die Blackburn Rovers den Mittelfeldspieler an ihrer Jugendakademie auf, 2007 rückte er in den Erwachsenenbereich des englischen Klubs auf, kam aber über Einsätze für das Reserveteam nicht hinaus. Daher wurde er im Januar 2008 für die restliche Saison an den in finanzielle Schieflage geratenen schottischen Erstligisten FC Gretna verliehen, der nach der Saison seinen Spielbetrieb einstellte. Nach seiner Rückkehr wurde er bereits im September 2008 leihweise an den englischen Viertligaklub Accrington Stanley abgegeben, für den er in drei Monaten zu 13 Liga- und zwei Pokaleinsätzen kam.
Für Januar 2009 plante Accrington Griffiths fest zu verpflichten, der Transfer scheiterte aber während der Verhandlungen mit Blackburn. Stattdessen unterschrieb er Anfang Februar einen Ein-Monats-Vertrag mit Option auf eine Verlängerung um zwei Jahre in Australien bei Adelaide United, die ihn als Ersatz für den verletzten Jason Spagnuolo ins Team holten. Die dortige Saison befand sich bereits in den Meisterschafts-Play-offs, Griffiths kam im Verlauf zu zwei Einsätzen, bei der 0:1-Finalniederlage gegen Melbourne Victory wurde er aber nicht aufgeboten.
Da Adelaide von der Option auf Vertragsverlängerung keinen Gebrauch machte, setzte er seine Karriere beim neu gegründeten australischen A-League-Team North Queensland Fury fort und erzielte am 1. Spieltag der Saison 2009/10 den ersten Treffer des Klubs in der A-League. Nach einer Spielzeit und 23 Ligaeinsätzen für Fury wechselte er zur Saison 2010/11 zum Ligakonkurrenten Central Coast Mariners.
Im Februar 2012 verließ er Australien und wechselte nach China zu Guangzhou R&F F.C.
Den chinesischen Klub verließ er im Januar 2014 und kehrte nach Australien zurück. Dort spielte er für eine Saison bei Perth Glory, bevor ein Wechsel nach Europa zu Roda Kerkrade folgte.
Sein jüngerer Bruder Brent spielte ebenfalls einige Zeit an der Akademie der Blackburn Rovers und war später ebenfalls in der A-League aktiv.

## Nationalmannschaft
2005 gehörte Griffiths in der Vorbereitung zur U-17-WM zum australischen Spielerkader, verpasste aber nach einem Beinbruch in einem Vorbereitungsspiel die Endrunde und wurde seither von australischer Seite nicht mehr nominiert. Nach seinen Leistungen für Accrington wurde der walisische Verband auf den Mittelfeldakteur aufmerksam, für den er wegen seines walisischen Großvaters spielberechtigt wäre.  Eine endgültige Entscheidung von Griffiths steht bislang (Stand: April 2010) aus.